# Pero alboculata
Pero alboculata là một loài bướm đêm trong họ Geometridae.